# Aster (automobilka)

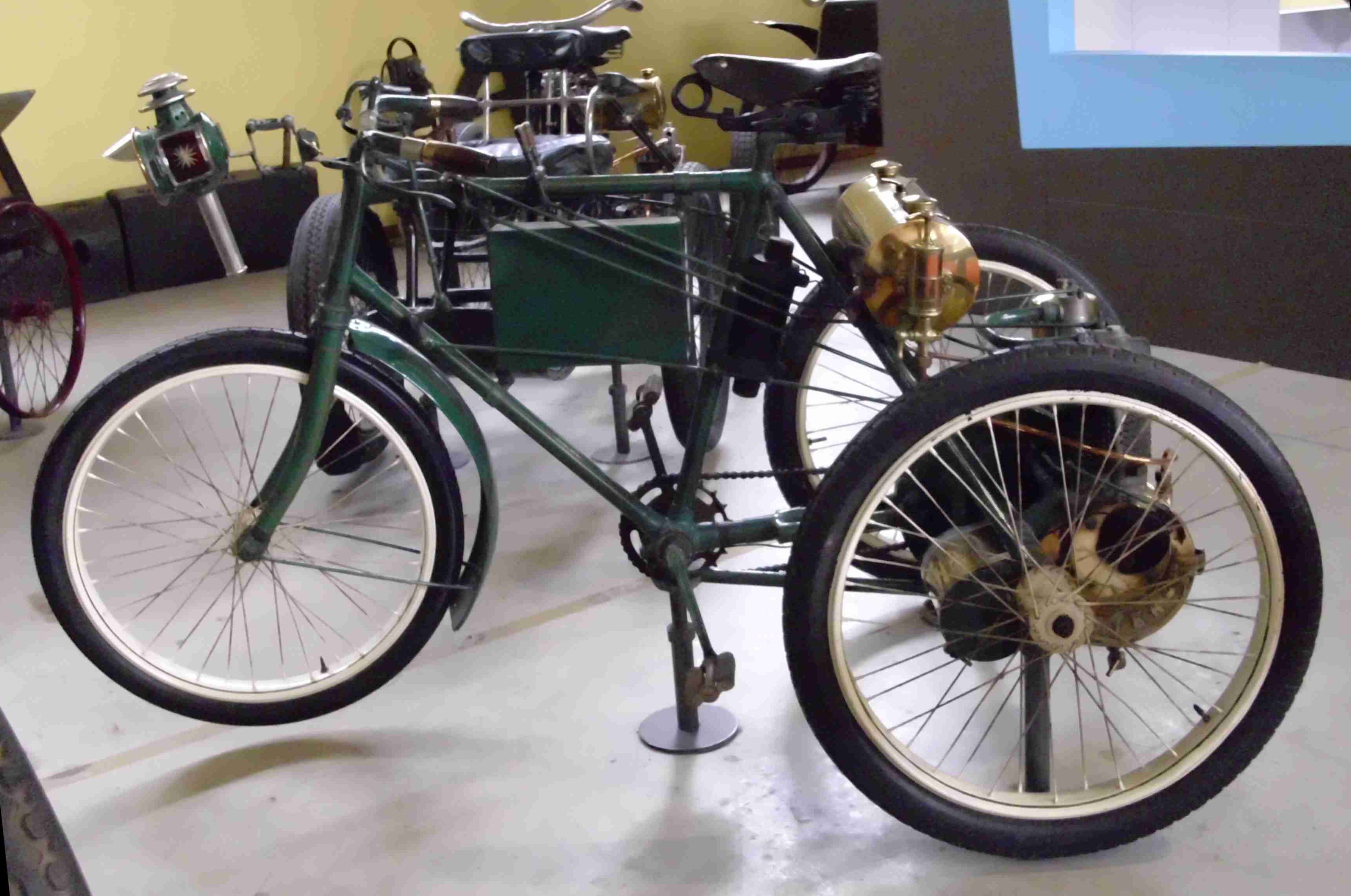
Tříkolka Aster (1899)

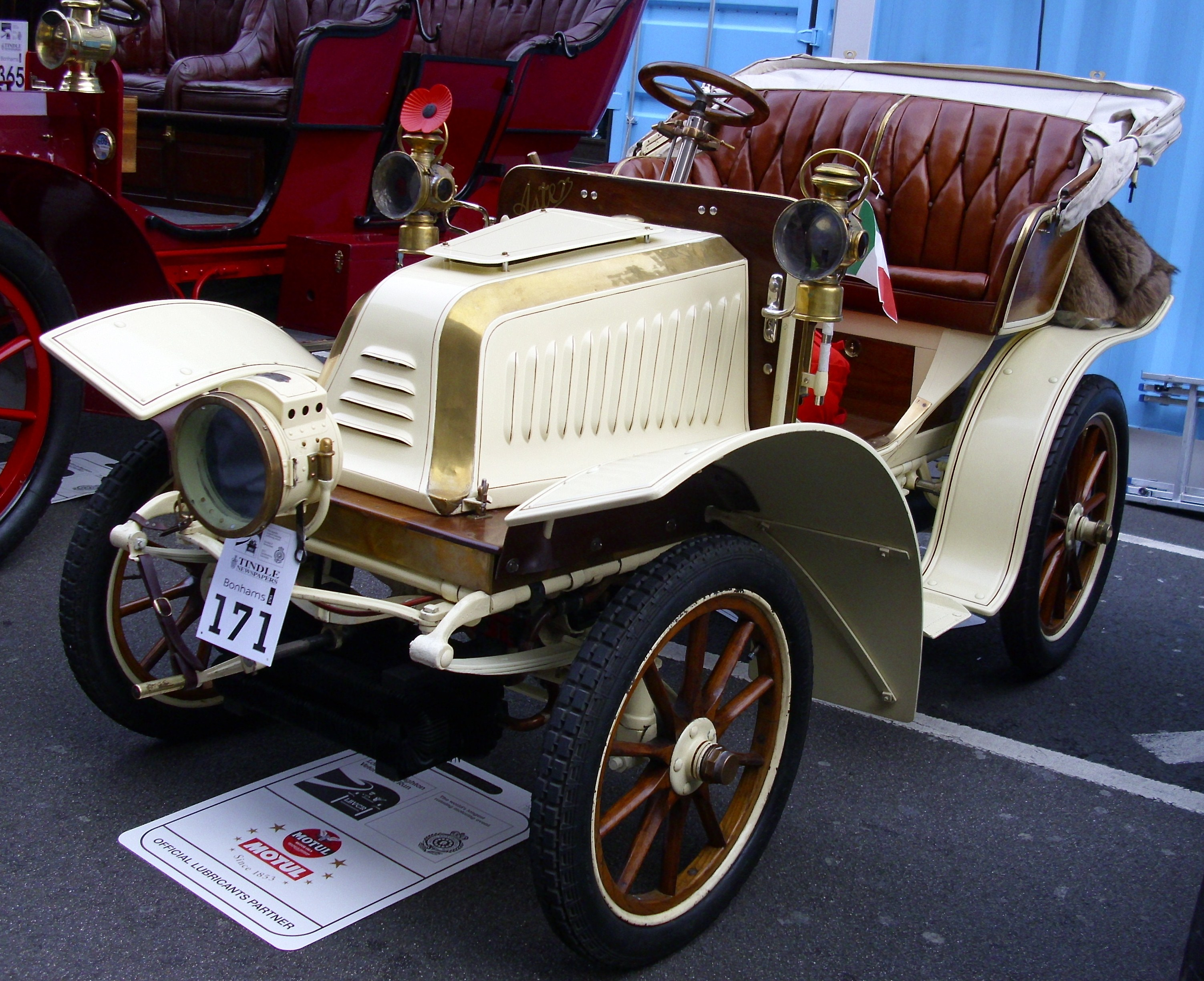
Aster (1902)

Aster 20 HP Tonneau (1904)

Ateliers de Construction Mécanique l’Aster byl francouzský výrobce motocyklů a automobilů.

## Historie
Společnost L'Aster byla založena v Saint-Denis v departementu Seine-Saint-Denis v roce 1878. Od roku 1896 vyráběla motocykly a v roce 1900 začala s výrobou automobilů. Produkce vozů byla ukončena v roce 1910. Firma Aster se ale v mnohem větším rozsahu než vlastní výrobou vozidel zabývala výrobou motorů pro mnoho ostatních výrobců automobilů. Produkce kromě automobilových zahrnovala stacionární motory; generátory; letecké a lodní motory. Šlo o vzduchem i vodou chlazené benzínové, kerosinové a plynové motory. V roce 1906 používalo motory firmy Aster více než 11 000 vozidel, továrna také dodávala kompletní rozsah mechanických dílů automobilů.
V Itálii vyráběla v licenci motory a automobily v letech 1906 až 1908 firma Aster Società Italiana Motori.
V Británii vyráběla v licenci motory firma Begbie Manufacturing ve Wembley, od roku 1913 pod názvem Aster Engineering. Během první světové války se zabývala výrobou leteckých motorů a v roce 1922 začala s výrobou automobilů. V roce 1927 byla pohlcena společností Arrol-Johnston.

## Vozidla
V produkci továrny Aster převažovala především malá vozidla, částečně také tříkolky. V roce 1903 vznikl větší model, jehož motor měl výkon 12 koní.
Jedno z vozidel firmy je vystaveno v Autoworldu v Bruselu.

## Dodavatel motorů
Motory dodával Aster firmám vyrábějícím automobily těchto značek: Achilles, Alba, Argyll, Ariès, Armadale, Attila, Barré, Begbie, Bertrand, Bolide, Canterbury, Carlton, Cavendish, Celtic, Century, Certus, Claudius, Darracq, Dennis, Eastmead & Biggs, Ernst, Gladiator, Hanzer, Highgate, Hoflack, Holdsworth, Horley, Hurtu, John O’Gaunt, Knight of the Road, Korn et Latil, La Plata, La Torpille, Laurent et Touzet, Loidis, Lucerna, Manchester, Martin, Newey, Newey-Aster, Parisienne, Passy-Thellier, Petit, Prunel, Quo Vadis, Record, Renault, Reyrol, Rigal, Rochet, Ryley, Sage, Sanderson-Aster, Singer, Société Manufacturière d’Armes, St. Vincent, Stonebow, Swift, Tyne a Westland. V roce 1912 už dodával Aster motory celkem 130 výrobcům.